# Jimmi Simpson
Pour les articles homonymes, voir Simpson.
James Raymond Simpson, dit Jimmi Simpson, est un acteur américain, né le 21 novembre 1975 à Hackettstown (New Jersey).

## Biographie
Jimmi Simpson est né à Hackettstown (New Jersey). Il est le plus jeune d'une fratrie de trois frères. Après avoir été diplômé de la Bloomsburg University of Pennsylvania avec un Bachelor of Arts en théâtre, il a joué pendant quatre saisons au Festival de théâtre de Williamstown, dans le Massachusetts.

## Filmographie

### Cinéma
| Année | Film                                  | Rôle                  |
| ----- | ------------------------------------- | --------------------- |
| 2000  | Loser                                 | Noah                  |
| 2004  | D.E.B.S.                              | Scud                  |
| 2005  | La Coccinelle revient                 | Crash                 |
| 2006  | Seraphim Falls                        | Big Brother           |
| 2006  | Stay Alive                            | Phineus Bantum        |
| 2007  | Zodiac                                | Mike Mageau (Older)   |
| 2007  | Itty Bitty Titty Committee            | Chris                 |
| 2008  | A Quiet Little Marriage (en)          | Jackson               |
| 2009  | Taking Chances                        | Charlie Cabonara      |
| 2009  | Mytho-Man                             | Bob                   |
| 2010  | Crazy Night                           | Armstrong             |
| 2010  | The Mother of Invention               | Martin Wooderson      |
| 2010  | Good Intentions (en)                  | Kyle                  |
| 2011  | The Big Bang                          | Niels Geck            |
| 2012  | Abraham Lincoln, chasseur de vampires | Joshua Speed          |
| 2013  | White House Down                      | Skip Tyler, le hacker |
| 2013  | The Truth About Emanuel               | Arthur                |
| 2014  | Knights of Badassdom                  | Ronnie Kwok           |
| 2018  | Under the Silver Lake                 | Allen                 |
| 2020  | Enragé                                | Andy                  |
| 2021  | Silk Road                             | Chris Tarbell         |

- 2023 : Fool's Paradise de Charlie Day
- 2024 : The Exorcism de Joshua John Miller et M. A. Fortin

### Télévision
| Année     | Titre                                      | Rôle                    | Notes                                                                              |
| --------- | ------------------------------------------ | ----------------------- | ---------------------------------------------------------------------------------- |
| 2002      | Rose Red                                   | Kevin Bollinger         | mini-série                                                                         |
| 2002      | Division d'élite                           | Sean Townsend           | 1 épisode                                                                          |
| 2002      | 24 heures chrono                           | Chris                   | 3 épisodes                                                                         |
| 2003      | New York Police Blues                      | Mike                    | 1 épisode                                                                          |
| 2003      | Cold Case : Affaires classées              | Ryan Bayes              | 1 épisode, Saison 1, épisode 4                                                     |
| 2005      | La Caravane de l'étrange                   | Lee                     | 2 épisodes                                                                         |
| 2005-     | It's Always Sunny in Philadelphia          | Liam McPoyle            | 5 épisodes                                                                         |
| 2006      | Earl                                       | David Hayes             | 2 épisodes                                                                         |
| 2007      | Girltrash!                                 | Valentine               |                                                                                    |
| 2008      | Eleventh Hour                              | Will Sanders            | 1 épisode                                                                          |
| 2008–09   | Les Experts                                | Thomas Donover          | 2 épisodes                                                                         |
| 2008–09   | Late Show with David Letterman             | Lyle                    | 12 épisodes                                                                        |
| 2009      | Dr House                                   | Père Daniel Bresson     | 1 épisode (Saison 5, épisode 15)                                                   |
| 2009      | Virtuality                                 | Virtual Man             | Téléfilm                                                                           |
| 2009–10   | Psych : Enquêteur malgré lui               | Mary Lightly            | 3 épisodes : Saison 3, épisode 16, Saison 4, épisode 16 et Saison 5, épisode 16    |
| 2010      | Party Down                                 | Jackal Onassis          | 1 épisode                                                                          |
| 2011      | How I Met Your Mother                      | Peter Durkenson         | 1 épisode                                                                          |
| 2011–12   | Breakout Kings                             | Lloyd Lowery            |                                                                                    |
| 2013      | Person of Interest                         | Logan Pierce            | 2 épisodes : Saison 2 épisode 14 "One Percent" et Saison 5 épisode 11 "Synecdoche" |
| 2014      | House Of Cards                             | Gavin Orsay             | Saison 2 et 3                                                                      |
| 2016      | Hap and Leonard                            | Soldier                 |                                                                                    |
| 2016      | This Is Us                                 | Andy                    | épisodes 1 et 10                                                                   |
| 2016-2020 | Westworld                                  | William                 | Principal saison 1, invité saisons 2 et 3                                          |
| 2017      | Black Mirror                               | Walton                  | 1 épisode : Saison 4 épisode 1 "USS Callister"                                     |
| 2017      | Wormwood                                   | agent de la CIA         |                                                                                    |
| 2019      | Into The Dark                              | Peter Rake              | 1 épisode (Saison 1, épisode 6)                                                    |
| 2020      | Psych 2: Lassie Come Home                  | Mary Lightly            | Téléfilm                                                                           |
| 2020      | The Twilight Zone : La quatrième dimension |                         | 1 épisode (saison 2, épisode 1)                                                    |
| 2021      | Star Trek: Prodigy                         | Drednok (voix)          | Série d'animation                                                                  |
| 2022-     | Pachinko                                   | Tom Andrews             |                                                                                    |
| 2023-2024 | Star Wars: The Bad Batch                   | Dr Royce Hemlock (voix) | Série d'animation                                                                  |
| 2024-     | Dark Matter                                | Ryan Holder             |                                                                                    |